# Bodak Yellow
«Bodak Yellow» es una canción de la rapera estadounidense Cardi B, incluida en su álbum debut Invasion of Privacy (2018). Fue escrita por ella y producida por J. White. Fue lanzada el 16 de junio de 2017 como el sencillo debut de la artista bajo el sello de Atlantic Records. Se convirtió en un éxito en los Estados Unidos tras alcanzar la primera posición del Billboard Hot 100, lo que hizo de Cardi apenas la segunda rapera en toda la historia del listado en llegar a la cima como solista. Asimismo, batió el récord del mayor reinado por una canción de una rapera solista luego de permanecer tres semanas consecutivas en la primera posición, y más tarde fue certificada con disco de diamante por vender más de diez millones de unidades en los Estados Unidos, siendo la primera canción de una rapera en la historia en lograrlo.
Durante los BET Hip Hop Awards de 2017, «Bodak Yellow» recibió el galardón al Sencillo del Año, siendo la primera vez en la historia que una mujer gana dicho premio. Asimismo, obtuvo dos nominaciones a los Premios Grammy de 2018 en las categorías de Mejor Canción Rap y Mejor Interpretación de Rap. Un videoclip dirigido por Picture Perfect, el cual fue filmado en Dubái, fue lanzado el 25 de junio de 2017 a través de YouTube.

## Recibimiento comercial

### Rendimiento en las listas
En los Estados Unidos, «Bodak Yellow» comenzó a viralizarse a las pocas semanas de su lanzamiento. Particularmente, fue bien acogida por las radios de Nueva York, ciudad nativa de la artista, así como Atlanta y Chicago, y con ello debutó en el puesto 85 del Billboard Hot 100 en la semana del 22 de julio de 2017. Tras ello, la canción empezó a ascender rápidamente en el listado, logrando el puesto 78 en su segunda semana, el 49 en su tercera y el 28 en su cuarta. En su quinta semana, alcanzó el número 14, siendo el primer top 20 de la artista, y solo una semana más tarde, subió al 8, siendo simultáneamente su primer top 10. Así, Cardi se convirtió en la primera rapera en tres años en entrar al top 10 sin colaboraciones, la última habiendo sido Nicki Minaj con «Anaconda» (2014). Asimismo, marcó el ascenso más rápido por un sencillo debut desde que «All About That Bass» de Meghan Trainor llegó a los diez primeros en solo cuatro semanas en 2014. Igualmente, la RIAA le otorgó un disco de oro por haber excedido el medio millón de unidades vendidas en los Estados Unidos.
En su séptima semana, «Bodak Yellow» se disparó al tercer lugar del Billboard Hot 100 y además, destronó a «Unforgettable» de French Montana del conteo Hot Rap Songs, con lo que Cardi consiguió su primer número 1 en dicho listado. A la semana siguiente, alcanzó también la cima del conteo Hot R&B/Hip Hop Songs, con lo que Cardi se convirtió en la primera solista en liderar dicha lista en 2017. En su décima semana, «Bodak Yellow» ascendió al segundo puesto del Billboard Hot 100 tras ubicar el puesto 2 del Streaming Songs, el 8 del Digital Songs y el 16 del Radio Songs, siendo sus posiciones más altas en dichos listados hasta ese momento. En su undécima semana, contó con 40.8 millones de reproducciones en los diversos servicios de streaming, lo que provocó que ascendiera al primer lugar del conteo Streaming Songs.
Finalmente, en su duodécima semana, «Bodak Yellow» alcanzó la cima del Billboard Hot 100, con lo que Cardi se convirtió en la segunda rapera en toda la historia en liderar dicho conteo como solista, únicamente después de Lauryn Hill, que lo consiguió en 1998. Dicho logro fue apoyado por 46.4 millones de streams (aumento del 14% respecto a la semana anterior), además de 56 mil copias vendidas (incremento del 85%), con las cuales también consiguió el tercer lugar del Digital Songs. Asimismo, la canción contó con 62 millones en audiencia radial (aumento del 8%), con lo que subió al puesto 13 del Radio Songs; esa semana, consiguió encabezar el listado Rhythmic y debutó en el puesto 37 del Pop Songs. Adicionalmente, «Bodak Yellow» fue certificada platino por exceder el millón de unidades vendidas en los Estados Unidos. Eventualmente, el sencillo se mantuvo por un total de tres semanas en la cima, con lo que se convirtió en la canción de una rapera solista con el reinado más largo. El 30 de noviembre, la RIAA le otorgó tres discos de platino, tras exceder las tres millones de unidades vendidas en los Estados Unidos. En la semana del 6 de enero de 2018, «Bodak Yellow» reascendió al puesto 10 del Billboard Hot 100, y con «No Limit» en el 4 y «MotorSport» en el 7, Cardi se convirtió en la tercera artista de la historia en posicionar sus tres primeras canciones simultáneamente en el top 10, tras The Beatles (1964) y Ashanti (2002). También fue la decimoquinta artista en colocar tres canciones simultáneamente y la quinta mujer. El 9 de marzo de 2021, «Bodak Yellow» alcanzó el disco de diamante por exceder las diez millones de unidades vendidas en los Estados Unidos, con lo que se convirtió en la primera canción de una rapera en la historia en lograrlo.
Por otra parte, en Canadá alcanzó el puesto 6 del Canadian Hot 100 y recibió un disco de platino por sus ventas.

### Análisis comercial
El inesperado éxito de la canción en los Estados Unidos fue objeto de discusión entre los expertos en la industria. Carl Chery, curador de Apple Music, se sintió atraído por su melodía y energía la primera vez que la escuchó días después de su lanzamiento, por lo que decidió añadirla al listado de canciones Breaking Hip Hop, el cual alberga nuevas tendencias dentro del género. Después de la buena recepción que empezó a tener en el servicio, Chery la incluyó en el listado principal del mismo género, lo que disparó los índices de streaming de la canción en un 124% en tan solo una semana y 200% en un mes. Para mediados de agosto, «Bodak Yellow» ya era la canción más escuchada del momento en el servicio, con más de 81 millones de reproducciones, lo cual dejó impresionado a Chery, que afirmó no recordar ningún tema que haya despegado tan rápido. Al respecto, aseguró que la canción se engancha perfectamente, al no ser ni muy larga ni muy corta, y que la energía de Cardi hace que suene como «una tormenta perfecta».
Por otra parte, Tuma Basa, curador de hip hop de Spotify, también relató un suceso similar, asegurando que tras haber salido a pasear un día por Nueva York, notó que hasta las cafeterías más pequeñas estaban reproduciendo la canción masivamente. Según explicó, para ese momento los números de «Bodak Yellow» eran buenos, pero no increíbles. Debido a la popularidad que estaba ganando, Basa decidió añadir la canción al listado Rap Caviar, el cual cuenta con 7.5 millones de seguidores en Spotify. Después de ello, sus índices de streaming se dispararon hasta llegar a 76 millones de reproducciones en el mes de agosto. Sobre ello, Basa acreditó el éxito de «Bodak Yellow» a que suena como «un himno, especialmente para las mujeres», y añadió que Nueva York jugó un rol fundamental en su aumento de popularidad.
Además de ello, su recepción fue destacada por el periódico The New York Times, que la nombró «la canción rap del verano». Jon Caramanica, escritor del artículo, dio mérito a la artista por haber conseguido un éxito tan rápido a pesar de ser una rapera, sin tener que incluir ritmos dance pop y vídeos provocativos como Nicki Minaj o reciclarlos como Iggy Azalea. Asimismo, Caramanica mencionó que la canción se viralizó sin haber tenido un meme, a diferencia de otros éxitos hip hop como «Black Beatles» de Rae Sremmurd, que se convirtió en un éxito gracias al Mannequin Challenge.

## Presentaciones en vivo
Cardi B interpretó la canción en vivo por primera vez el 25 de junio de 2017 en la fiesta posterior a los BET Awards. Más tarde, el 18 de julio, la volvió a cantar en The Wendy Williams Show, donde también concedió una entrevista. El 7 de agosto, la presentó en Toronto (Canadá) durante el OVO Fest. El 27 de ese mes, la volvió a interpretar en espectáculo previo a los MTV Video Music Awards.

## Formatos y remezclas
- Descarga digital

| «Bodak Yellow» — Sencillo |                |          |  |
| N.º                       | Título         | Duración |  |
| 1.                        | «Bodak Yellow» | 3:43     |  |

| «Bodak Yellow» — Latin Trap Remix |                              |          |  |
| N.º                               | Título                       | Duración |  |
| 1.                                | «Bodak Yellow» (con Messiah) | 3:58     |  |

## Posicionamiento en listas

### Semanales
| Australia       | Australian Singles Chart | 33 |
| Canadá          | Canadian Hot 100         | 6  |
| Eslovaquia      | Singles Digitál Top 100  | 47 |
| Estados Unidos  | Billboard Hot 100        | 1  |
| Estados Unidos  | Digital Songs            | 3  |
| Estados Unidos  | Radio Songs              | 10 |
| Estados Unidos  | Streaming Songs          | 1  |
| Estados Unidos  | Hot Rap Songs            | 1  |
| Estados Unidos  | Hot R&B/Hip-Hop Songs    | 1  |
| Estados Unidos  | Rhythmic                 | 1  |
| Estados Unidos  | Pop Songs                | 23 |
| Francia         | French Singles Chart     | 70 |
| Irlanda         | Irish Singles Chart      | 51 |
| Nueva Zelanda   | NZ Top 40 Singles Chart  | 24 |
| Países Bajos    | Single Top 100           | 81 |
| Reino Unido     | UK Singles Chart         | 24 |
| República Checa | Singles Digitál Top 100  | 55 |
| Suecia          | Swedish Singles Chart    | 71 |
| Suiza           | Swiss Singles Chart      | 74 |

### Sucesión en listas
| Predecesor: «Unforgettabble» de French Montana con Swae Lee                                    | Hot Rap Songs — Sencillo número 1 2 de septiembre de 2017 — 21 de octubre de 2017                                                 | Sucesor: «Rockstar» de Post Malone con 21 Savage                                         |
| Predecesor: «Wild Thoughts» de DJ Khaled con Rihanna y Bryson Tiller                           | Hot R&B/Hip-Hop Songs — Sencillo número 1 16 de septiembre de 2017 — 21 de octubre de 2017                                        | Sucesor: «Rockstar» de Post Malone con 21 Savage                                         |
| Predecesor: «Look What You Made Me Do» de Taylor Swift «Rockstar» de Post Malone con 21 Savage | Streaming Songs — Sencillo número 1 30 de septiembre de 2017 — 7 de octubre de 2017 14 de octubre de 2017 — 21 de octubre de 2017 | Sucesor: «Rockstar» de Post Malone con 21 Savage «Rockstar» de Post Malone con 21 Savage |
| Predecesor: «Look What You Made Me Do» de Taylor Swift                                         | Billboard Hot 100 — Sencillo número 1 7 de octubre de 2017 — 21 de octubre de 2017                                                | Sucesor: «Rockstar» de Post Malone con 21 Savage                                         |
| Predecesor: «Loyalty» de Kendrick Lamar con Rihanna                                            | Rhythmic — Sencillo número 1 7 de octubre de 2017 — 4 de noviembre de 2017                                                        | Sucesor: «Rake It Up» de Yo Gotti con Nicki Minaj                                        |

### Certificaciones
| País           | Organismo certificador | Certificación | Ventas certificadas | Ref.   |
| -------------- | ---------------------- | ------------- | ------------------- | ------ |
| Australia      | ARIA                   | 2× Platino    | 140 000             | [ 37 ] |
| Canadá         | CRIA                   | 4× Platino    | 320 000             | [ 18 ] |
| Dinamarca      | IFPI — Dinamarca       | Oro           | 45 000              | [ 38 ] |
| Estados Unidos | RIAA                   | Diamante      | 10 000              | [ 3 ]  |
| Francia        | SNEP                   | Oro           | 75 000              | [ 39 ] |
| Italia         | FIMI                   | Oro           | 25 000              | [ 40 ] |
| Noruega        | IFPI — Noruega         | Oro           | 20 000              | [ 41 ] |
| Nueva Zelanda  | RIANZ                  | Oro           | 15 000              | [ 42 ] |
| Polonia        | ZPAV                   | Platino       | 20 000              | [ 43 ] |
| Portugal       | AFP                    | Platino       | 10 000              | [ 44 ] |
| Reino Unido    | BPI                    | Platino       | 600 000             | [ 45 ] |

### Anuales
| Canadá         | Canadian Hot 100      | 55 |
| Estados Unidos | Billboard Hot 100     | 24 |
| Estados Unidos | Digital Songs         | 45 |
| Estados Unidos | Radio Songs           | 47 |
| Estados Unidos | Streaming Songs       | 14 |
| Estados Unidos | Hot Rap Songs         | 8  |
| Estados Unidos | Hot R&B/Hip-Hop Songs | 10 |
| Estados Unidos | Rhythmic              | 18 |

## Premios y nominaciones
| Año  | Premiación                        | Categoría                       | Resultado | Ref.         |
| ---- | --------------------------------- | ------------------------------- | --------- | ------------ |
| 2017 | BET Hip Hop Awards                | Mejor Vídeo Hip Hop             | Nominado  | [ 4 ] [ 46 ] |
| 2017 | BET Hip Hop Awards                | Mejor Sencillo                  | Ganador   | [ 4 ] [ 46 ] |
| 2017 | BET Hip Hop Awards                | Canción con Mayor Impacto       | Nominado  | [ 4 ] [ 46 ] |
| 2017 | Soul Train Music Awards           | Mejor Canción Hip Hop del Año   | Ganador   | [ 47 ]       |
| 2018 | American Music Awards             | Canción Favorita de Rap/Hop Hop | Ganador   | [ 48 ]       |
| 2018 | American Music Awards             | Mejor Vídeo                     | Nominado  | [ 48 ]       |
| 2018 | ASCAP Pop Music Awards            | Reconocimiento especial         | Ganador   | [ 49 ]       |
| 2018 | ASCAP Rhythmn & Soul Music Awards | Reconocimiento especial         | Ganador   | [ 50 ]       |
| 2018 | BET Awards                        | Premio de los espectadores      | Ganador   | [ 51 ]       |
| 2018 | BET Awards                        | Vídeo del Año                   | Nominado  | [ 51 ]       |
| 2018 | Billboard Music Awards            | Top Canción con más streaming   | Nominado  | [ 52 ]       |
| 2018 | Billboard Music Awards            | Top Canción de Rap              | Nominado  | [ 52 ]       |
| 2018 | Premios Grammy                    | Mejor Canción Rap               | Nominado  | [ 5 ]        |
| 2018 | Premios Grammy                    | Mejor Interpretación de Rap     | Nominado  | [ 5 ]        |
| 2018 | iHeartRadio Music Awards          | Mejor Vídeo                     | Nominado  | [ 53 ]       |
| 2018 | iHeartRadio Music Awards          | Mejor Letra                     | Nominado  | [ 53 ]       |
| 2018 | iHeartRadio Music Awards          | Mejor Canción Hip Hop           | Nominado  | [ 53 ]       |